# Елизавета Альбертина Ангальт-Бернбургская
Елизавета Альбертина Ангальт-Бернбугская (нем. Elisabeth Albertine von Anhalt-Bernburg; 31 марта 1693, Бернбург — 7 июля 1774, Арнштадт) — принцесса Ангальт-Бернбургская из дома Асканиев, в замужестве княгиня Шварцбург-Зондерсгаузенская.

## Биография
Елизавета Альбертина — старшая дочь князя Карла Фридриха Ангальт-Бернбургского и его первой супруги Софии Альбертины Сольмс-Зонненвальдской (1672—1708), дочери графа Георга Фридриха Сольмс-Зонненвальдского.
2 октября 1712 года в Бернбурге Елизавета Альбертина вышла замуж за графа Гюнтера XLIII Шварцбург-Зондерсгаузенского (1678—1740), впоследствии князя Шварцбург-Зондерсгаузена. По свидетельствам современников, брак был счастливым, но бездетным. В 1729—1734 годах под вдовьи владения Елизаветы Альбертины был построен княжеский дворец в Арнштадте. Ещё при жизни супруга Елизавета Альбертина пыталась организовать в Арнштадте второй двор. После смерти Гюнтера в результате длительного юридического разбирательства Елизавете Альбертине удалось получить в наследство библиотеку князя Гюнтера, которую она уступила брату Виктору II Фридриху.